# Dipartimento di Valle Grande
Valle Grande è un dipartimento argentino, situato nella parte centro-orientale della provincia di Jujuy, con capoluogo Valle Grande.
Esso confina con i dipartimenti di Humahuaca, Tilcara e Ledesma, e con la provincia di Salta.
Secondo il censimento del 2010, su un territorio di 962 km², la popolazione ammontava a 2.451 abitanti, con un aumento demografico del 2,7% rispetto al censimento del 2001.
Il dipartimento comprende (dati del 2001) 5 commissioni municipali:
- Caspalá
- Pampichuela
- San Francisco
- Santa Ana
- Valle Grande